# Valentín González
Valentín González González (4. listopadu 1904 Malcocinado – 20. října 1983 Madrid), populárně známý jako El Campesino (rolník), byl španělský republikánský vojenský velitel během španělské občanské války.

## Život
Pracoval jako horník. Byl členem španělské komunistické strany, která založila jednu z prvních jednotek domobrany, která čelila po vypuknutí občanské války nacionalistické armádě Francisca Franca.

### Španělská občanská válka
Jako velitel brigády se González osobně účastnil všech hlavních akcí, ke kterým došlo během útoku nacionalistů na Madrid v roce 1936. Velel vojenským jednotkám během bitev na Corunna Road (prosinec 1936), Jaramě a Guadalajary (březen 1937).
V létě 1937 vedl 46. divizi v bitvě u Brunete. González, podporovaný sovětskou propagandou jako hrdinská postava, byl ostatními důstojníky v Ejercito Popular obviněn z toho, že je brutální v zacházení se svými muži, nehodící se pro moderní bitvu a egomaniak.
Vedl své muže v bitvě u Belchite, bitvě u Teruelu a v Katalánsku.
Bylo naplánováno, že ve funkci podplukovníka bude velet 46. divizi v bitvě u Ebra, ale byl propuštěn 26. července, jakmile začala ofenzíva, při které armáda řeku Ebro překročila řeku na dvanácti různých místech. Jeho nadřízený Enrique Líster ho navštívil na jeho velitelském stanovišti a později prohlásil, že Gonzáles dostal jen záchvat paniky při představě, že překročí řeku. Z tohoto důvodu byl zproštěn velení a v čele divize jej nahradil Domiciano Leal Sargenta. S odvoláním skončila i jeho vojenská činnost za republiky.

### Období v exilu
Na konci války v roce 1939 uprchl na lodi z přístavu Adra s kufříkem 160 000 peset v bankovkách a byl internován v koncentračním táboře Boghar (Alžírsko). Spolu s dalšími španělskými komunisty v roce 1939 skončil v SSSR, kde byl úspěšně certifikován Rudou armádou a obdržel hodnost velitele brigády. Studoval na Frunzeho vojenské akademii mezi 28 španělskými veliteli, ale byl vyloučen, údajně pro „neúspěch“, zatčen a uvězněn ve věznici Lubjanka, kde z něj bylo mučením vymáháno doznání ze špionáže. Pokusil se uprchnout, byl vrácen a umístěn do tábora ve Vorkutě, kde dělal těžkou práci v dole. V listopadu 1947 byl převelen do tábora nucených prací v Ašchabadu. Poté postupně prošel šesti tábory v Krasnovodské oblasti. V dubnu 1948 opět skončil v táboře nucených prací v Ašchabadu, kde pracoval v továrně na výrobu střešních materiálů. Za asistence dalších politických vězňů se v roce 1949 znovu dal na útěk, dostal se na sovětsko-íránskou hranici a úspěšně ji překročil a z Íránu se přesunul do Evropy.
Usadil se ve Francii, žil v Metz. Vydal memoáry Život a smrt v Sovětském svazu. Po čekání na Francovu smrt a pád frankistického režimu ve Španělsku se mohl v roce 1977 vrátit do Španělska. Prohlásil se za stoupence Španělské socialistické dělnické strany. Ukázalo se, že jeho žena a děti, o kterých se domníval, že zemřely před mnoha desítkami let, jsou naživu a rodina se sjednotila. Zemřel v Madridu v roce 1983.

## Dílo
- Vida y muerte en la URSS (1939–1949) (autobiografía) (1950).
- Comunista en Espaňa y antiestalinista en la URSS (1952).
- Yo escogí la esclavitud (Plaza & Janés, 1976).